# Meticilline-resistente Staphylococcus aureus

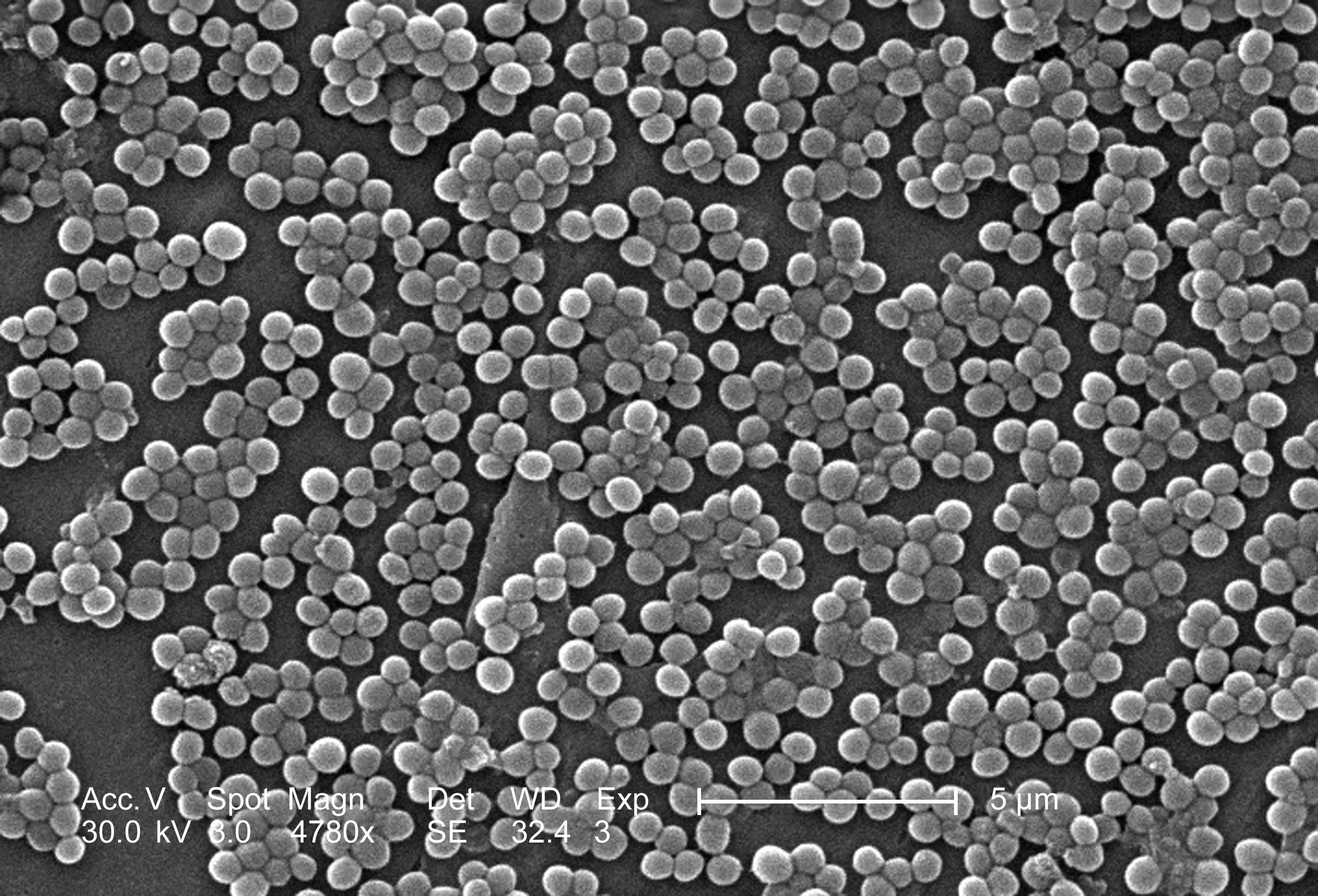
MRSA bacterie (4780x vergroot)

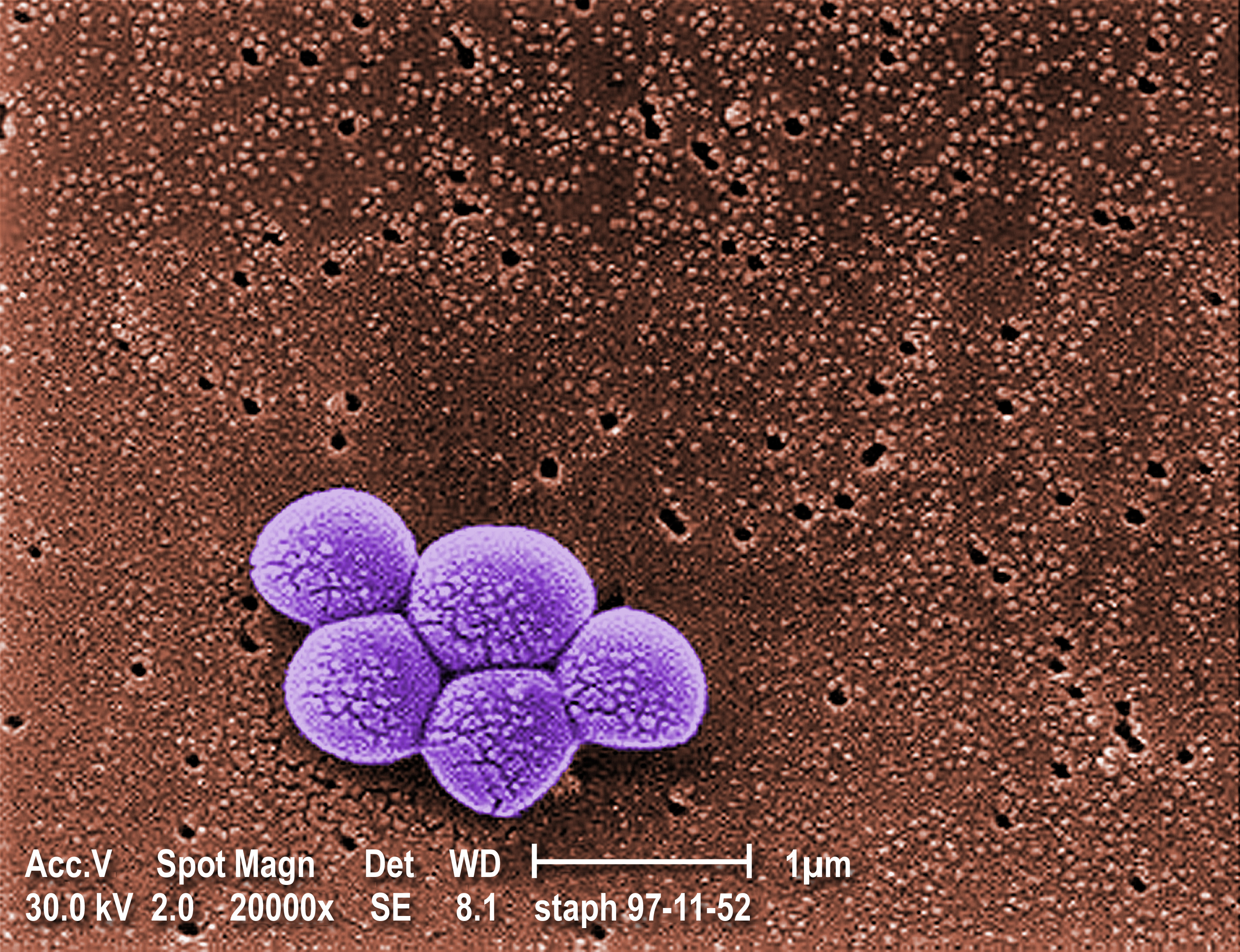
MRSA bacterie

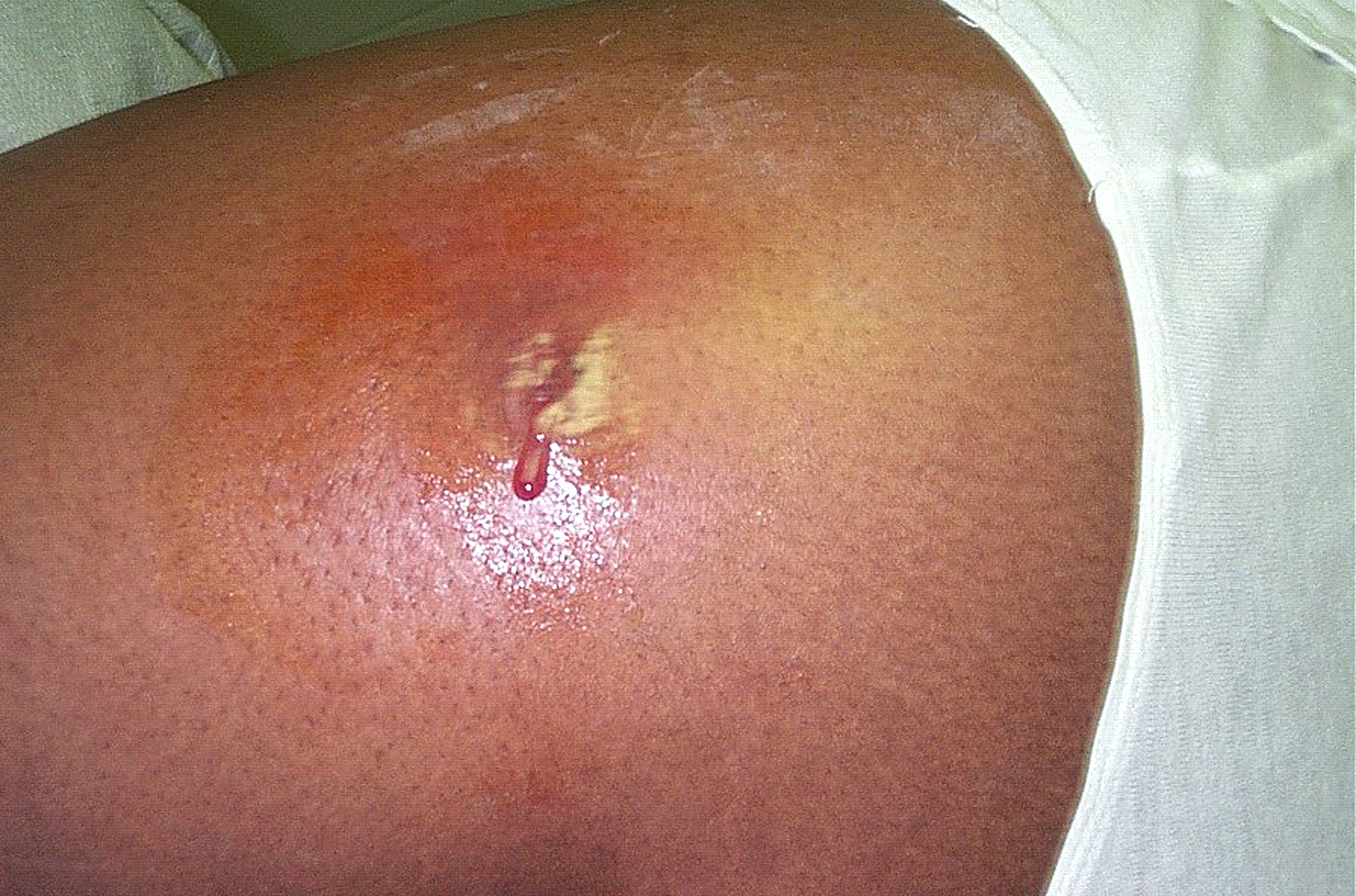
Door MRSA ontstaan abces

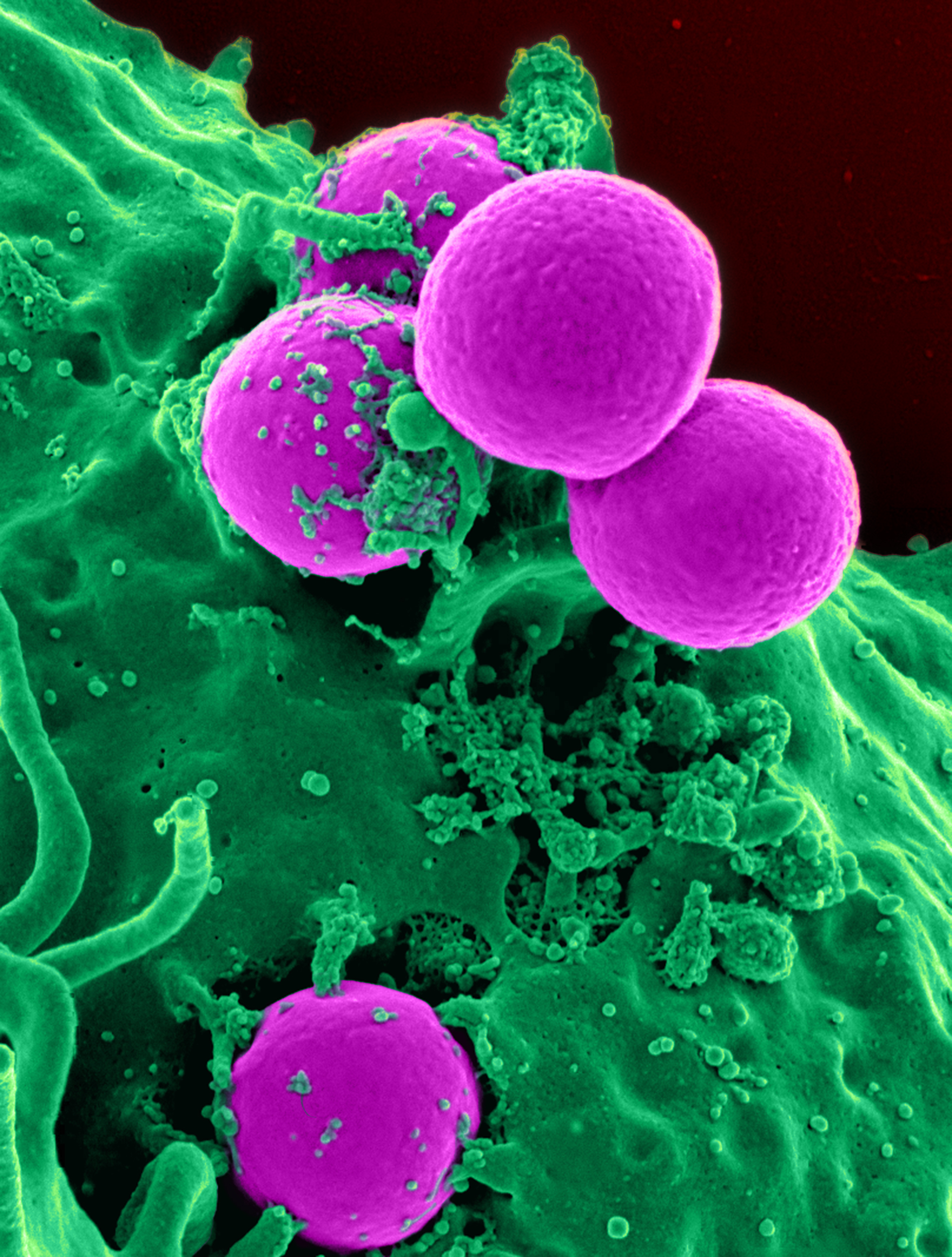
Neutrofiele granulocyt die MRSA-bacteriën opneemt.

De meticilline-resistente Staphylococcus aureus (MRSA) is een representant van de bacterie Staphylococcus aureus die resistent is voor meticilline, een vertegenwoordiger van de groep β-lactam-antibiotica die doorgaans worden gebruikt bij de bestrijding van stafylokokkeninfecties. Vergelijkbare antibiotica zijn cloxacilline en flucloxacilline. Informeel heet MRSA wel ziekenhuisbacterie omdat de MRSA-stammen vooral worden aangetroffen in ziekenhuizen. De reden hiervoor is dat in ziekenhuizen veel antibiotica gebruikt worden.
De eerste keer dat MRSA bij iemand werd vastgesteld was in 1959 in het Verenigd Koninkrijk. Dit was al enkele maanden na de introductie van meticilline als antibioticum.
Als een MRSA gevonden wordt in bejaardeninstellingen of ziekenhuizen, dan wordt veelal een quarantaine afgekondigd om verdere verspreiding te voorkomen omdat een infectie met MRSA steeds moeilijker te bestrijden is. Alleen vancomycine lijkt nog een remedie, maar ook daar lijkt resistentie tegen te kunnen ontstaan (bijvoorbeeld vancomycine-resistente enterokokken).

## CA-MRSA
MRSA wordt in toenemende mate ook buiten de ziekenhuizen gevonden en dit kan tot herhaalde infecties leiden. Deze bacteriestammen worden aangeduid met CA-MRSA (Community Acquired). Deze bacteriestammen hebben de panton-valentine leukocidine (PVL-)factor verworven; dit gen maakt dat de bacterie een aantal stoffen produceert die de MRSA agressiever en invasiever maakt. Waar HA-MRSA (Hospital Acquired) zich vooral openbaart bij verzwakten en ouderen, veroorzaakt CA-MRSA vooral klachten bij jonge gezonde personen. Deze klachten variëren van steenpuist tot necrotiserende longontsteking.
Er zijn ook PVL-positieve stammen die wel gevoelig zijn voor meticilline, PVL en meticillineresistentie zijn onafhankelijk van elkaar.

## MRSA enzoönose
Nieuwsberichten meldden in september 2005 dat MRSA gedurende de zomer via varkens besmettingen heeft veroorzaakt onder drie Nederlandse varkenshouders of hun families. Het is de eerste keer dat is vastgesteld dat de antibiotica-resistente bacterie van varken op mens kan worden overgedragen.
Onderzoek aan één geval in Gelderland werd uitgevoerd door de Radboud Universiteit in Nijmegen. Daarbij bleek dat de MRSA, die bij de dochter van de varkenshouder voorkwam, van dezelfde stam was als een MRSA op een varken in het bedrijf. Uit een onderzoek van het Centrum Infectieziektebestrijding en de Nederlandse Voedsel- en Warenautoriteit is gebleken dat de MRSA bij 40% van de varkens voorkomt. Op de kwaliteit van het vlees of op de gezondheid van de varkens heeft de MRSA geen invloed; de besmette varkens worden gewoon geslacht. Ook is gebleken dat ongeveer 25% van de varkenshouders besmet is met MRSA. In de Zembla-documentaire van 17 december 2006 werd uitgebreid aandacht besteed aan het voorkomen van MRSA bij varkenshouders.
In november 2012 werd bekend dat op 8% van de Nederlandse vleeskuikenbedrijven de MRSA-bacterie was aangetroffen en dat 9% van de vleeskuikenhouders drager van deze bacterie bleek te zijn, al dan niet zonder ziekteverschijnselen. Bij het personeel van slachtbedrijven liep het percentage op tot 14%. Het betreft vooral de vee-gerelateerde variant, de zogenaamde LA-MRSA. Bij gezonde, niet-gehospitaliseerde personen levert deze bacterie meestal weinig risico op. Het intensieve gebruik van antibiotica in zowel ziekenhuizen als in de veeteelt leidt tot het verzamelen van resistentiegenen bij sommige bacteriën. In deze omgevingen worden dan ook hogere aantallen multiresistente stammen aangetroffen. Het ontstaan van multiresistentie wordt toegeschreven aan spontane mutaties en anderzijds aan het verwerven van plasmiden, transposons en integrons die de genetische informatie bevatten voor verschillende mechanismes van antibiotica resistentie. Het veelvuldige gebruik van antibiotica draagt zo bij tot een positieve selectiedruk ten voordele van stammen die een zekere resistentie verworven hebben. Het omkeren van dit proces door bijvoorbeeld het verminderen van het antibiotica gebruik of zelfs het stoppen van het gebruik van een bepaalde antibiotica is zeer moeilijk.

## Maatregelen tegen de verspreiding in ziekenhuizen
Het is belangrijk dat een patiënt die besmet is met MRSA snel ontdekt wordt en in quarantaine geplaatst wordt. Er worden maatregelen genomen zodat de MRSA zich niet verspreidt naar anderen. Patiënten worden in een ziekenhuis ingedeeld naar risicoklasse:
1. Categorie 1: bewezen drager
2. Categorie 2: hoog risico op dragerschap. Hieronder vallen onder andere patiënten afkomstig van buitenlandse ziekenhuizen en mensen die beroepsmatig werken op veebedrijven (zoals varkens- of kalverenhouders, dieren- en veeartsen, medewerkers van slachthuizen etc).
3. Categorie 3: klein verhoogd risico. Hieronder vallen patiënten die langer dan twee maanden geleden opgenomen zijn geweest in een buitenlands ziekenhuis, maar met nog een of meerdere risicofactoren (zoals chronische urine- of luchtweginfecies)
4. Categorie 4: geen verhoogd risico.

Bij categorie 1 en 2 worden verschillende maatregelen genomen om te voorkomen dat besmetting van anderen plaatsvindt:
- patiënten worden verpleegd in een eenpersoonskamer met sluis. Personeel draagt wegwerphandschoenen, schort, chirurgisch mond-neusmasker en wegwerpmuts om zichzelf te beschermen. Handen worden gewassen en gedesinfecteerd met alcohol;
- er worden aanvullende microbacteriologische onderzoeken gedaan (kweken);
- het aantal contactmomenten aan deze patiënten wordt beperkt: zo min mogelijk bezoek, verplegend personeel;
- bezoekers moeten na bezoek de handen wassen en ontsmetten en vervolgens het ziekenhuis onmiddellijk verlaten zonder andere patiënten te bezoeken.

Bij categorie 3 worden geen isolatiemaatregelen getroffen. Wel vindt aanvullend microbiologisch onderzoek plaats en wordt de patiënt bij voorkeur verpleegd in een eenpersoonskamer. Na gebruik van een kamer door een MRSA-positieve patiënt worden vloeren en muren gedesinfecteerd.